# 三國志英傑傳
《三国志英杰传》是日本光榮公司出版的遊戲，根据游戏系统可以分为个人电脑的PC-98版（1995年2月，仅日版）、MS-DOS版、WINDOWS版和游戏机的SFC版、PS版、SS版、及随后的GBA版两类。

## 版本差异
个人电脑版本：战斗畫面采用切换特写，单挑采用卡通动画，难度相对较大。部分策略在特定地形、天气下会无法使用。
游戏机版本：战斗、天气、策略都直接在大地图上表现，PS与SS版本单挑采用播片动画，但实际效果反不如SFC版卡通动画，GBA版则没有单挑动画。策略、道具更多样化，武器、防具及马匹都需要装备之后才能生效。特定的地形、天气情况下，部分策略效果会受到严重削弱。兵种升级时会下降5级，敌人等级也较PC版高，但引入总撤退等级经验保留的设定。取消了士气，反击与攻击造成混乱为随机事件，任意兵种都可能。

## 遊戲介紹
本遊戲劇情除了第四章外，其他大致上照三國演義進行（當然，也能改寫部份歷史），玩家扮演的是劉備。遊戲中玩家控制人物除了劉備以外，都可以使用轉職道具，唯劉備在遊戲中永遠都只能使用步兵系兵種。

### 可使用的自創角色
- 信都之戰的武術家藩宮（身份：信都守将）
- 廣川之戰後的山賊郭適、短兵韓英（身份：信都守将）
- 彭城之戰的山賊趙何（身份：山賊）
- 夏丘之戰的山賊董梁（身份：山賊）
- 泰山之戰的猛獸師李明（身份：猛獸師，玩家可使用的唯一女性角色）
- 陈仓之战的异民族高苍、张获、程德（身份：异民族，长安之战后即离队）

### 不可使用的自創角色
- 公孫瓚勢力的武將陳蔣（輕騎丘）、羽則（步兵）、周比（弓兵）
- 孔融勢力的武將孟肅（賊）
- 劉辟勢力的武將嚴雙（賊）、朱康（賊）
- 金旋勢力的武將楊彥（賊）、吳祖（弓兵）

## FC逆移植版
使用名称为《三国忠烈传》，并非光荣制作，游戏内容有所缩水且存在几个较大的bug，但仍然是品质较高的一款移植作。